# 蓮光寺 (文京区関口)
蓮光寺（れんこうじ）は、東京都文京区関口にある日蓮宗の寺院。山号は妙法山。旧本山は大本山小湊誕生寺（身延門流）、通師法縁。

## 歴史
寛永6年（1629年）、陽泉院日行（延宝2年（1674年）1月18日没）によって牛込寺町に創建された。その後目白坂下を経て、元禄11年（1698年）に現在地へ移転した。

## 墓所
- 木村家（大相撲行司）
- 横山丸三（淘宮術）
- 橘屋円太郎（落語家）
- 有井進斎（儒学者）
- 岸光景（図案家）
- 前田龍川（書家）
- 永井盤谷（書家）
- 山本安英（女優）

## 関連資料
- 『小石川区史』
- 『東京名所図会』